# Wyższe Seminarium Duchowne Diecezji Świdnickiej
Wyższe Seminarium Duchowne Diecezji Świdnickiej – polskie seminarium duchowne Kościoła katolickiego w Świdnicy. Kształci księży dla diecezji świdnickiej. Patronem uczelni jest św. Wojciech.

## Historia
Seminarium zostało powołane do istnienia dekretem bpa Ignacego Deca z 8 maja 2004.
Swoją działalność rozpoczęło 1 października 2005, a jego pierwszym rektorem został ks. dr Adam Bałabuch. Z początku mieszkały tam tylko niektóre roczniki alumnów, pozostałe kształciły się w seminarium wrocławskim. Z biegiem jednak czasu seminarium rozbudowywano i mogło w nim zamieszkać coraz więcej kleryków z diecezji świdnickiej.
19 marca 2008 ogłoszono nominację biskupią ks. prał. Adama Bałabucha. 8 maja 2008 przyjął święcenia episkopatu i, zgodnie z prawem, mógł pełnić funkcję rektora do końca roku akademickiego. Jego następcą został ks. dr Tadeusz Chlipała, dotychczasowy dyrektor administracyjny. Od 1 lipca rektorem jest ks. dr hab. Dominik Ostrowski.
26 listopada 2010 seminarium zostało poświęcone przez kardynała Zenona Grocholewskiego, prefekta Kongregacji ds. Wychowania Katolickiego. 29 listopada 2010 biskup świdnicki Ignacy Dec poświęcił kaplicę Dobrego Pasterza, znajdującą się w budynku głównym.
W czerwcu 2022 biskup świdnicki Marek Mendyk ogłosił decyzję o zaprzestaniu, od kolejnego roku akademickiego, funkcjonowania seminarium i przeniesieniu kleryków do Metropolitalnego Wyższego Seminarium Duchownego we Wrocławiu.

## Władze uczelni
Uczelnią administrują:
- rektor: ks. dr hab. Dominik Ostrowski
- dyrektor administracyjny: ks. dr Andrzej Majka
- sekretarz studiów: ks. dr Julian Nastałek
- ojcowie duchowni: ks. mgr lic. Piotr Gołuch, ks. mgr lic. Krzysztof Mielnik